# مكتبة قشتالة لا مانشا

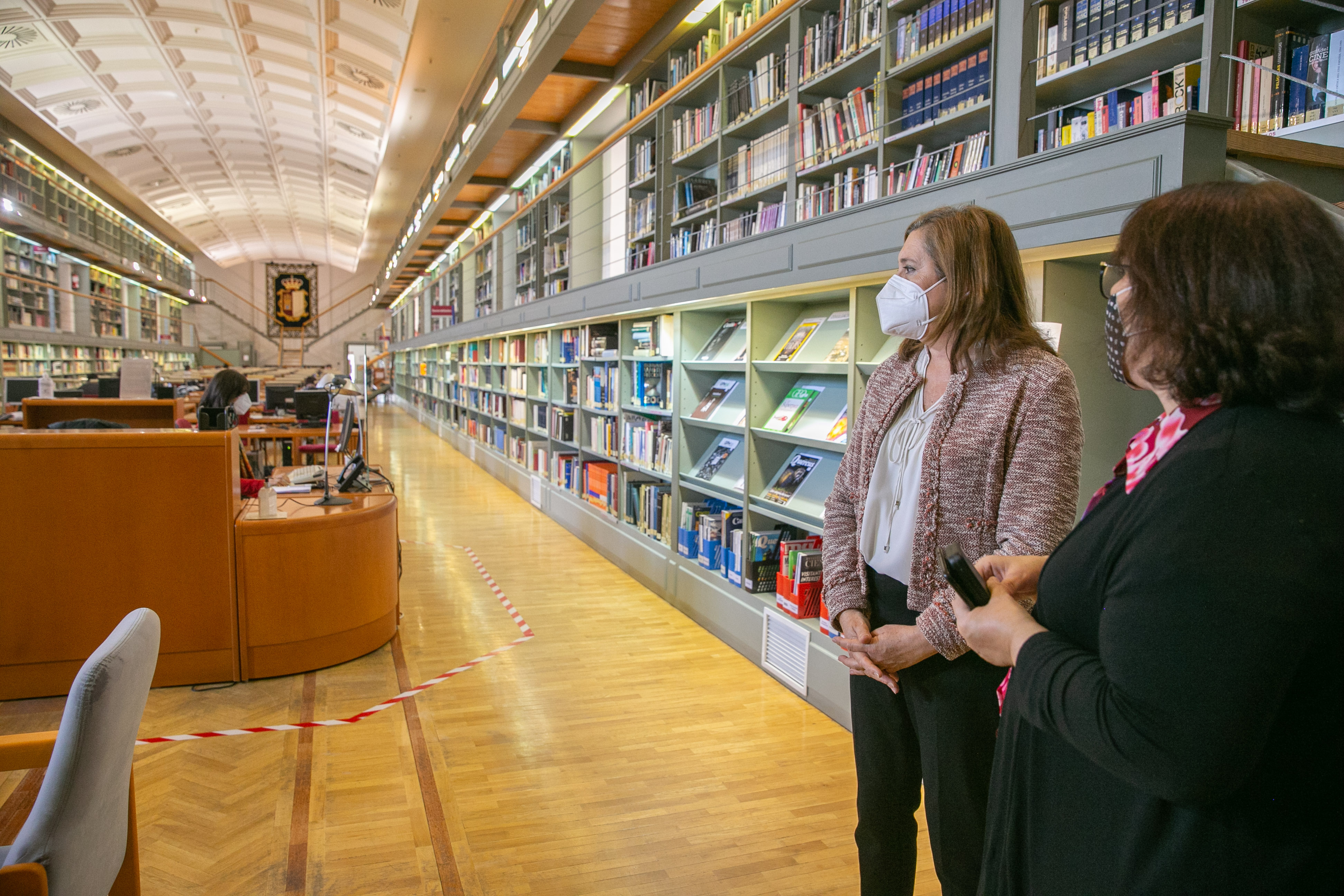
مكتبة كاستيا لا مانشا خلال جائحة كوفيد-19 في فبراير 2021

مكتبة كاستيا لا مانشا أو مكتبة قشتالة لا مانشا (بالإسبانية: Biblioteca de Castilla-La Mancha) هي مكتبة إسبانية تديرها وزارة التعليم والثقافة والرياضة في كاستيا لا مانشا. يقع في الطابق العلوي من قصر طليطلة [الإنجليزية]، في مدينة طليطلة.
اٌفتتحَت في عام 1998، نتيجة دمج المكتبة العامة للدولة في طليطلة والمكتبة الإقليمية التي أنشئت في عام 1989. يعود تاريخها إلى عام 1770، عندما سُمح، بأمر من الملك تشارلز الثالث، بالوصول العام إلى مكتبة رئيس الأساقفة.
تضم المكتبة حوالي 400 000 كتاب وكتيب وحوالي 150 000 منشورًا مسلسلًا.
وتقدم المكتبة أيضًا أجندة ثقافية متنوعة من المحادثات والمؤتمرات وورش العمل والمعارض والعروض الموسيقية وإطلاق الكتب، وهي بمثابة مركز ثقافي حقيقي للمنطقة.